# Turner Field
Turner Field – stadion baseballowy w Atlancie w stanie Georgia, na którym swoje mecze w latach 1997–2016 rozgrywał zespół Atlanta Braves.
Budowę obiektu rozpoczęto w lipcu 1993, a do użytku oddano w 1996 jako Centennial Olympic Stadium na igrzyska olimpijskie. Po zakończeniu imprezy przebudowany na stadion baseballowy i nazwany Turner Field. Pierwszy mecz MLB miał miejsce 4 kwietnia 1997 roku w obecności 50 096 widzów. 
11 lipca 2000 na Turner Field odbył się 71. Mecz Gwiazd. Rekordową frekwencję zanotowano 5 października 2003 podczas meczu numer 5 National League Division Series pomiędzy Braves a Chicago Cubs; spotkanie obejrzało 54 357 widzów. 
Na stadionie miały miejsce również koncerty między innymi Dave Matthews Band w czerwcu 2001 i The Rolling Stones w październiku 2002.
We wrześniu 2014 zarząd Atlanta Braves ogłosił, iż po wygaśnięciu umowy najmu Turner Field obowiązującej do zakończenia sezonu 2016, w 2017 klub przeniesie się na nowy obiekt SunTrust Park.